# Purwien
Purwien (eigene Schreibweise PURWIEN oder auch purwien) ist eine Synthie-Pop-Band mit deutschsprachigen Texten um Christian Purwien, der bis 2002 bei Second Decay sang. Weitere feste Mitglieder sind die Musiker und Produzenten Steffen Neuhaus und Marcel Schlepp.

## Geschichte
Ursprünglich war Purwien ein alleiniges Projekt von Christian Purwien, entwickelte sich jedoch schnell zu einer echten Band der drei Musiker. In Rezensionen wird die Band weiterhin als Solo-Projekt von Christian Purwien angesehen. Die erste Single Alle Fehler mit Joachim Witt wurde Anfang 2007 veröffentlicht und hielt sich über sechs Wochen in den Deutschen Alternative Charts (DAC). Das Debüt-Album, Eins, wurde mit einem Gastauftritt von Andreas Fröhlich ergänzt, der dafür vier kurze Hörtexte eingesprochen hat.
Später beschloss Christian Purwien gemeinsam mit Musiker und Schriftsteller Thomas Kowa (z. B. Remexan – der Mann ohne Schlaf oder Redux – Das Erwachen der Kinder) ein neues Musikalbum zu produzieren. Dafür flogen sie gemeinsam nach Ibiza, um dort mit der Arbeit an der neuen CD zu beginnen – die Erlebnisse und Erfahrungen während ihres Aufenthaltes auf der Partyinsel schrieben sie auf und veröffentlichten diese im Sommer 2017 im humoristischen Roman Pommes! Porno! Popstar!. Parallel dazu erschien auch das neue Album Zwei.
Durch die positive Resonanz auf ihren ersten Roman motiviert, schrieben die beiden die Fortsetzung Vegas, Vidi, Non Vici. Auch musikalisch setzten beide die Zusammenarbeit fort und produzierten im Rahmen des Folgeromans das Dreifachmusikalbum Drei.
Die weitere gemeinsame musikalische als auch schriftstellerische Reise von Purwien und Kowa führte sie nach Tarajalejo (Fuerteventura) als auch nach Hongkong; dort entstanden neue Lieder für das Album Vier sowie Episoden für ihren dritten Roman Tausche Ehe minus gegen Freundschaft plus.

## Diskografie
als Purwien
- 2007: Alle Fehler (mit Joachim Witt, Single, Major Records)
- 2007: Eins (Album, Major Records)
- 2007: So kalt (Single, Major Records)

als Purwien & Kowa
- 2017: Du (Single, SPV)
- 2017: Zwei (Album, SPV)
- 2018: Drei (Vegas / 80s / Disko) (Dreifachalbum als auch Kompaktkassette, ZWEI Records)
- 2020: Die Liebe tanzt (Single, ZWEI Records)
- 2020: Vier (Album, ZWEI Records)
- 2021: Nochmal (EP, ZWEI Records)[8]
- 2021: 5=2+3+4x12" (Album, ZWEI Records)[9]

## Romane
- Pommes! Porno! Popstar!, Verlag Digital Publishers, 2017
- Vegas, vidi, non vici, Verlag Digital Publishers, 2018
- Tausche Ehe minus gegen Freundschaft plus, 2020

## Interview
- Karsten Thurau, «PURWIEN (CHRISTIAN PURWIEN)», terrorverlag.com vom 2. Juli 2007[10]
- Daniel Dressler, «Es macht Spass, so zu tun, als wären wir noch jung und würden an den Erfolg glauben», unter-ton.de vom 11. Juni 2018[11]
- Torsten Pape, «Die Gallagher-Brüder des Synthie-Pops», bodystyler.org vom 8. Juli 2018[12]